# Epidemias en la isla Chorao
La epidemia de Chorao mató a más de mil mujeres, hombres y niños en Chorão, una isla a lo largo del río Mandovi, cerca de Ilhas, Goa, India. También provocó la huida de miles de personas de la isla y llevó al cierre del Real Colégio de Educação de Chorão en 1859. La epidemia y sus efectos posteriores dejaron la isla desierta durante casi 100 años.

## Historia
En la segunda mitad del siglo XVIII la población de Chorão alcanzó su máximo de 22000 habitantes; 14000 de ellos residentes en la Iglesia de San Bartolomé (Isla de Chorão) y los 8000 restantes en la parroquia de Iglesia de Nuestra Señora de Gracia (Isla de Chorão).
La Epidemia comenzó en el año 1766 pero se cree que sus consecuencias fueron muy llamadas en 1775. La fiebre que asoló la Isla de Chorão fue de un tipo tan virulento que en un año provocó su decadencia. La epidemia comenzó en la Parroquia de Iglesia de Nuestra Señora de Gracia en junio de 1775, extendiéndose rápidamente por toda la Isla, especialmente en la aldea de Querem, un gran núcleo de población y destruyendo su población por completo. En la Iglesia de Nuestra Señora de Gracia, en un período de menos de seis meses la población bajó de 8000 almas a 1700. Familias enteras desaparecieron, otras abandonaron la isla y se dirigieron a cualquier lugar que pudieran conseguir, pero unas pocas, que no querían dejar la tierra de sus antepasados, permanecieron en la Parroquia de Iglesia de Nuestra Señora de la Gracia.
En 1808, el gobierno portugués autorizó a la Comunidad de Chorão a construir nuevas casas para atraer a los forasteros invitados a fijar su residencia en la isla. Años más tarde, entre 1809 y 1812, la misma Comunitat intentó inscribir los nombres de los recién llegados en el libro de Joneiros como Componentes, pero fue inútil debido a que el número de los nuevos habitantes volvió a descender considerablemente a causa de la fiebre que entonces hacía estragos.
Según el viajero francés Denis Louis Cottineau de Kloguen, que visitó la Isla Chorao, era antiguamente bastante poblada, pero ahora está casi desierta, siendo considerada muy insalubre: el número total de individuos en la Isla es de unos ciento cincuenta".
Según José Nicolau Da Fonseca Isla Chorao tuvo en su día muchas villas propiedad de grandes portugueses, pero la isla está ahora casi desierta, a causa de su insalubridad.
Después de un lapso de muchos años la fiebre reapareció en Isla Chorao en 1878, aumentando el número de vidas humanas y causando muchos daños. Varias familias ricas también abandonaron la Isla.
Cuando el mundo entero estaba en las garras de la pandemia de gripe de 1918, la isla de Isla Chorao se cobró la lista de víctimas en comparación con los otros pueblos de Goa según el vicario P. Cota.

## Causas
Según Teresa Alburquerque la Isla Chorao fue asolada por una violenta epidemia de gripe. Pero la Epidemia se atribuyó a muchas causas: entre ellas, la ausencia de ventilación libre del aire, que estaba sofocado y viciado por los densos sauces de un lado y por la colina que obstruía las casas; el aire caliente y pesado provocado por las rocas y la escasez de buena agua potable durante la temporada de calor, que obligaba a la gente a recurrir al agua de pozo, en un momento en que la mayoría de los pozos estaban contaminados por diversas causas.

## Diáspora
La emigración se ha convertido en uno de los factores importantes en el desarrollo de sus riquezas y ahora hay muchas personas ilustres, nativas de Isla  Chorao, que viven fuera de Goa y que están ocupando altos cargos y han traído honor a la tierra de sus padres, manteniendo así las tradiciones de la Isla Chorao.[cita requerida]